# リンク・エンタテインメンツ
株式会社リンク・エンタテインメンツは日本の芸能事務所。主に声優のマネージメントを行っている。

## 概要
2012年9月設立。同年10月に株式会社クロスゲートによる声優・タレントのプロダクション業務・育成業務がそのまま移管されたため、クロスゲート所属者の多くがそのまま同事務所所属となった。

## 所属声優

### 男性
- 大塚智則
- 山田豊

### 女性
- 荒尾友香理
- 小森千寛
- 浪瀬麗子
- 本谷史織
- 中川真由美
- 観月奏多

## かつて所属していた声優

### 女性
- 志摩淳（現所属：アクロスエンタテインメント）
- 森多夏良（現在：SP・Wisteria株式会社代表取締役・ロケーションコーディネーター）
- 寺崎彩乃（現芸名：彩崎いろは）